# Вища ліга чемпіонату Білорусі з хокею із шайбою
Вища ліга чемпіонату Білорусі з хокею (біл. Вышэйшая ліга) — другий дивізіон чемпіонату Білорусі з хокею із шайбою. Засновано 2002 року називався Перша ліга до 2006. Окрім білоруських команд в першості брали участь клуби з Латвії, Литви та України.

## Регламент
Розіграш чемпіонату Вищої ліги проводиться в два етапи. На першому етапі команди грають одна з одною в 4 кола, і визначають переможця регулярного чемпіонату. На другому етапі команди (включаючи іноземні клуби), що посіли перші вісім місць за підсумками регулярного сезону розігрують звання чемпіона ліги за системою плей-оф.
В 1/4 фіналу команда, що посіла за підсумком регулярного чемпіонату 1-е місце зустрічається з 8-ю, 2-а — з 7-ю, 3-я — з 6-а, 4-а — з 5-ю. В 1/2 фіналу команда, що посіла на першому етапі найвище місце, зустрічається з командою, що посіла найнижче місце. Команди, що посіли найвищі місця на першому етапі, перші дві гри на усіх стадіях плей-оф проводять вдома, матчі-відповіді — на виїзді; якщо буде потрібно продовження розіграшу, п'ята гра проводиться вдома. Матчі 1/4 проводяться до 3-х перемог, матчі 1/2 фіналу та фінал — до 4-х перемог однієї з команд, третє місце присуджується команді, що програла в 1/2 фіналу і посіла в регулярному чемпіонаті найвище місце.

## Переможці та призери
| Сезон     | Чемпіон                   | Срібний призер        | Бронзовий призер        |
| 2002/2003 | Гомель-2                  | Керамін-2 (Мінськ)    | Німан-2 (Гродно)        |
| 2003/2004 | Гомель-2                  | Німан-2 (Гродно)      | Хімволокно-2 (Могильов) |
| 2004/2005 | Хімволокно-2 (Могильов)   | Німан-2 (Гродно)      | Гомель-2                |
| 2005/2006 | Гомель-2                  | Юніор (Мінськ)        | Динамо-2 (Мінськ)       |
| 2006/2007 | Гомель-2                  | Динамо-2 (Мінськ)     | Юніор (Мінськ)          |
| 2007/2008 | Юніор (Мінськ)            | Гомель-2              | Керамін-2 (Мінськ)      |
| 2008/2009 | Керамін-2 (Мінськ)        | Німан-2 (Гродно)      | Юніор (Мінськ)          |
| 2009/2010 | Юніор (Мінськ)            | Гомель-2              | Німан-2 (Гродно)        |
| 2010/2011 | Динамо-Шинник (Бобруйськ) | Юніор (Мінськ)        | Металург-2 (Жлобин)     |
| 2011/2012 | Юніор (Мінськ)            | Могильов-2            | Гомель-2                |
| 2012/2013 | Металург-2 (Жлобин)       | Шахтар-2 (Солігорськ) | Могильов-2              |
| 2013/2014 | Юніор (Мінськ)            | Гомель-2              | Шахтар-2 (Солігорськ)   |
| 2014/2015 | Юніор (Мінськ)            | Металург-2 (Жлобин)   | Німан-2 (Гродно)        |